# Karima Berger
Pour les articles homonymes, voir Berger (homonymie).
Karima Berger, née en 1956 à Ténès, est une romancière et essayiste française d'origine algérienne.

## Biographie
Karima Berger naît en 1956 à Ténès en Algérie, dans une famille musulmane. Elle étudie le droit et les sciences politiques à l'université d'Alger, puis s'installe en France en 1975 où elle prépare un doctorat en sciences politiques sur l'idéologie nationaliste,. Elle a mené ensuite une carrière de DRH à Paris dans un grand établissement bancaire.
Auteure de romans et essais tous inspirés par sa double culture arabe et française, son écriture est marquée par le thème de l'exil et de la figure de l'étranger et dans une découverte de l'Autre toujours renouvelée. C’est  dans la confrontation des langues, des corps et des croyances qu'elle puise l'essentiel de son écriture  littéraire et poétique, jamais académique mais toujours mêlant pensée et expérience. Elle cherche le secret de ce qui se tient derrière l'apparence des choses, de la rencontre entre l’Occident et l’Orient, entre les hommes et les femmes, entre le migrant et son hôte, entre le divin et l'humain... Dans  « Éclats d´islam »  elle écrit: « Je suis arabe et française, orientale et occidentale, musulmane et laïque, femme et écrivain…et tant de choses encore qui ne se disent pas. Ces sources qui m’animent..., je veux encore les faire travailler ensemble car c'est dans les méandres de leurs flux que je surprends parfois mon reflet, mes reflets. C'est là que je puise une énergie pour comprendre et écrire. Une écriture qui est le seul vrai lieu que j'habite, ma seule véritable appartenance».  
À la recherche de son langage propre, son œuvre invite à retrouver l'espace de l'expérience intérieure et renouer le fil d'une intimité de l'entre-deux. Elle tisse livre après livre le canevas d'un itinéraire spirituel moderne.
Invitée à témoigner de l'originalité et de son inspiration, invitée à témoigner de sa re-lecture, à la lumière de sa vie de femme contemporaine, des Écritures du monothéisme, elle participe au  dialogue interreligieux en France. Elle a présidé  l'association Écritures & Spiritualités de 2014 à 2018, elle en est aujourd'hui vice-présidente,, et membre du jury du Prix  Écritures & Spiritualités remis chaque année à un ouvrage marqué par la sensibilité à la vie spirituelle, sous quelque forme que ce soit. L'association organise  aussi depuis 1977 un Salon du livre littéraire ouvert aux auteurs inspirés par les grandes traditions spirituelles.

## Romans et essais
- L'Enfant des deux mondes, (roman),, Paris, L'Aube, 1998, 126 p. (EAN 9782876784024), Prix du Festival du premier roman
- La chair et le rôdeur, (roman), Paris, l'Aube, 2002
- Filiations dangereuses, (roman),, Chèvre-feuille étoilée, 2007, 240 p. (EAN 9782914467421), Prix Alain-Fournier
- Éclats d'islam, Chroniques d'un itinéraire spirituel, Paris, Albin Michel, 2009, 263 p. (EAN 9782226183194)
- Rouge Sang Vierge (nouvelles), Editions El Manar-Alain Gorius, 2010
- Toi, ma sœur étrangère, Algérie-France, sans guerre et sans tabou, avec Christine Ray, Editions du Rocher, 2012, 246 p.  (ISBN 2268074293)
- Les Attentives. Un dialogue avec Etty Hillesum, Paris, Albin Michel, 2014, 203 p. (ISBN 2226253955)[9]
- Mektouba, (roman),, Paris, Albin Michel, 2016, 247 p. (EAN 9782226322869)[10]
- Hégires, Arles, Actes Sud, 2017, 204 p. (ISBN 978-2-330-07899-7)
- Les Gardiennes du secret. Les grandes figures du féminin dans l'imaginaire musulman. Albin Michel, 2022, 283 p.  (ISBN 978-2-226-46233-6)[11],[12] Prix littéraire de la Grande mosquée de Paris[13]
- Abd el-Kader, L'Arabe des Lumières, Albin Michel, 2025, 282p. entretien France 24

## Participation à des ouvrages collectifs
- Mon père, (des filles parlent de leur père), dirigé par Leila Sebbar, Éditions Chèvre-feuille étoilée, 2007.
- Le voyage initiatique, sous la direction de N. Benjelloun, Albin Michel, 2011,  (ISBN 9782226220523)
- Les femmes, l'amour et le sacré, sous la direction de N. Benjelloun, Albin Michel, 2010,  (ISBN 9782226207449)
- Une enfance dans la guerre. Algérie 1954-1962, dirigé par Leila Sebbar, dessins de Sébastien Pignon, Éd. Bleu autour, 2016
- Jésus, L'encyclopédie. Article Ruse divine, Albin Michel, 2017